# Oj då, en till
Oj då, en till! (originaltitel: One For the Pot) är en fars av Ray Cooney och Tony Hilton från 1966.
Farsen är den första i raden av framgångsrika farser signerade Ray Cooney, och handlar om Billy som är på väg att bli arvtagare till en miljonär under förutsättning att han är den enda nu levande arvingen. Komplikationer uppstår ganska snart när det visar sig att Billy har tre tvillingbröder som också är ute efter arvet.
Oj då en till! har spelats i Sverige vid flera tillfällen bland annat på Folkan i Stockholm 1987, där Björn Gustafson gestaltade trippelrollen som Billy och hans tvillingbröder. Andra namn i rollistan var bl.a. Meg Westergren, Kent Andersson, Suzanne Ernrup, Ulf Brunnberg och Stig Grybe. Radarparet Ulf Dohlsten och Puck Ahlsell spelade den på Lisebergsteatern i Göteborg 1998 under titeln Släkten är värst.